# Élections législatives de 1973 dans les Pyrénées-Orientales
Les élections législatives françaises de 1973 se déroulent les 4 et 11 mars 1973. Dans le département des Pyrénées-Orientales, deux députés sont à élire dans le cadre de deux circonscriptions.

## Élus
| Circonscription | Député sortant | Parti | Parti | Député élu ou réélu | Parti | Parti |
| --------------- | -------------- | ----- | ----- | ------------------- | ----- | ----- |
| 1re             | Paul Alduy     |       | PS    | Paul Alduy          |       | PS    |
| 2e              | Arthur Conte   |       | UDR   | André Tourné        |       | PCF   |

## Résultats

### Résultats à l'échelle du département
| Parti          | Parti                                   | Premier tour | Premier tour | Second tour | Second tour | Sièges |
| Parti          | Parti                                   | Voix         | %            | Voix        | %           | Sièges |
| -------------- | --------------------------------------- | ------------ | ------------ | ----------- | ----------- | ------ |
|                | Parti communiste français               | 43 438       | 32,06        | 33 616      | 24,79       | 1      |
|                | Parti socialiste                        | 35 535       | 26,23        | 47 542      | 35,06       | 1      |
|                | Parti socialiste unifié                 | 913          | 0,67         |             |             | 0      |
|                | Union de la gauche                      | 79 886       | 58,97        | 81 158      | 59,86       | 2      |
|                |                                         |              |              |             |             |        |
|                | Union des démocrates pour la République | 29 477       | 21,76        | 54 427      | 40,14       | 0      |
|                | Divers droite                           | 1 437        | 1,06         |             |             | 0      |
|                | Union des républicains de progrès       | 30 914       | 22,82        | 54 427      | 40,14       | 0      |
|                |                                         |              |              |             |             |        |
|                | Mouvement réformateur (dont CD et CR)   | 17 461       | 12,89        | Retrait     | Retrait     | 0      |
|                | Extrême droite                          | 2 561        | 1,89         |             |             | 0      |
|                | Lutte ouvrière                          | 2 337        | 1,73         | 0           |             |        |
|                | Régionaliste                            | 2 314        | 1,71         | 0           |             |        |
|                |                                         |              |              |             |             |        |
| Inscrits       | Inscrits                                | 182 261      | 100,00       | 182 242     | 100,00      | 2      |
| Abstentions    | Abstentions                             | 42 899       | 23,54        | 40 288      | 22,11       |        |
| Votants        | Votants                                 | 139 362      | 76,46        | 141 954     | 77,89       |        |
| Blancs et nuls | Blancs et nuls                          | 3 889        | 2,79         | 6 369       | 4,49        |        |
| Exprimés       | Exprimés                                | 135 473      | 97,21        | 135 585     | 95,51       |        |

### Résultats par circonscription

#### Première circonscription (Perpignan-Est - Céret)
| Candidat       | Candidat                 | Parti          | Premier tour | Premier tour | Second tour | Second tour |  |
| Candidat       | Candidat                 | Parti          | Voix         | %            | Voix        | %           |  |
| -------------- | ------------------------ | -------------- | ------------ | ------------ | ----------- | ----------- |  |
|                | Paul Alduy sortant réélu | PS (UGSD)      | 26 825       | 35,36        | 47 542      | 64,21       |  |
|                | Joseph Albert            | PCF            | 20 126       | 26,53        | Retrait     | Retrait     |  |
|                | Maurice Ramond           | UDR (URP)      | 14 624       | 19,27        | 26 498      | 35,79       |  |
|                | Jacques Caprani          | MR             | 8 329        | 10,98        |             |             |  |
|                | Jean-Robert Thomazo      | Extrême droite | 2 561        | 3,38         |             |             |  |
|                | Françoise Soladié        | LCR            | 1 824        | 2,4          |             |             |  |
|                |                          |                |              |              |             |             |  |
| Inscrits       | Inscrits                 | Inscrits       | 102 284      | 100,00       | 102 282     | 100,00      |  |
| Abstentions    | Abstentions              | Abstentions    | 24 112       | 23,57        | 24 618      | 24,07       |  |
| Votants        | Votants                  | Votants        | 78 172       | 76,43        | 77 664      | 75,93       |  |
| Blancs et nuls | Blancs et nuls           | Blancs et nuls | 2 300        | 2,94         | 3 624       | 4,67        |  |
| Exprimés       | Exprimés                 | Exprimés       | 75 872       | 97,06        | 74 040      | 95,33       |  |

#### Deuxième circonscription (Perpignan-Ouest - Prades)
| Candidat       | Candidat          | Parti                     | Premier tour | Premier tour | Second tour | Second tour |  |
| Candidat       | Candidat          | Parti                     | Voix         | %            | Voix        | %           |  |
| -------------- | ----------------- | ------------------------- | ------------ | ------------ | ----------- | ----------- |  |
|                | André Tourné élu  | PCF                       | 23 312       | 39,11        | 33 616      | 54,62       |  |
|                | Claude Barate     | UDR (URP)                 | 14 853       | 24,92        | 27 929      | 45,38       |  |
|                | Sylvain Maillols  | Rad (MR)                  | 9 132        | 15,32        | Retrait     | Retrait     |  |
|                | Pierre Estève     | PS (UGSD)                 | 8 710        | 14,61        | Retrait     | Retrait     |  |
|                | René Payré        | Divers droite (Gaulliste) | 1 437        | 2,41         |             |             |  |
|                | Marguerite Gillet | PSU                       | 913          | 1,53         |             |             |  |
|                | Miquel Mayol      | Régionaliste              | 731          | 1,23         |             |             |  |
|                | Yves Puig         | LO                        | 513          | 0,86         |             |             |  |
|                |                   |                           |              |              |             |             |  |
| Inscrits       | Inscrits          | Inscrits                  | 79 977       | 100,00       | 79 960      | 100,00      |  |
| Abstentions    | Abstentions       | Abstentions               | 18 787       | 23,49        | 15 670      | 19,6        |  |
| Votants        | Votants           | Votants                   | 61 190       | 76,51        | 64 290      | 80,4        |  |
| Blancs et nuls | Blancs et nuls    | Blancs et nuls            | 1 589        | 2,6          | 2 745       | 4,27        |  |
| Exprimés       | Exprimés          | Exprimés                  | 59 601       | 97,4         | 61 545      | 95,73       |  |